# Andrea Büttner
Andrea Büttner, née en 1972 à Stuttgart, est une artiste multimédia allemande.

## Biographie
Originaire du Bade-Wurtemberg, Andrea Büttner étudie les beaux-arts à l'université des arts de Berlin. De 2003 à 2004, elle fréquente l'université de Tübingen et l'université Humboldt de Berlin, où elle obtient une maîtrise en histoire de l'art et en philosophie.
De 2005 à 2010, Andrea Büttner rejoint le Royal College of Art de Londres, et obtient son doctorat. Sa thèse intitulée Aesthetics of Shame : La pertinence de la honte pour l'art contemporain et la culture visuelle se concentre sur le sujet de la honte, y compris en lien avec l'homosexualité, en tant que sentiment esthétique.
Andrea Büttner vit et travaille entre Londres et Francfort-sur-le-Main.

## Carrière artistique
Andrea Büttner travaille sur divers médias, dont la gravure sur bois, la peinture sur verre inversé, la sculpture, le collage, la vidéo et la performance artistique. L’artiste crée des liens entre l'histoire, l'art et les questions sociales ou éthiques, avec un intérêt particulier pour les notions de pauvreté, de honte, de vulnérabilité et de dignité, et les systèmes de croyances qui les sous-tendent,,,.
Fascinée par la vie des communautés religieuses, son œuvre explore le croisement entre la religion et l'art, et les similitudes entre les communautés religieuses et le monde de l'art. Pendant l’une de ses résidences artistiques en Italie, elle vit aux côtés d'ordres de religieuses. 
En 2007, le court-métrage Little Works montre des religieuses fabriquant de petits objets, comme des bougies. En 2010, dans l’œuvre Vogelpredig, Andrea Büttner s’intéresse à l'iconographie chrétienne,.
En avril 2011, Andrea Büttner présente une exposition de son nouveau projet, The Poverty of Riches. Dans cette œuvre, l'artiste met en avant la galerie comme un lieu de rassemblement et de contemplation, reliant les notions de pauvreté telles qu'elles sont exprimées en Italie au XIIe siècle par Saint François et à nouveau au XXe siècle lors du mouvement de l'Arte Povera,.
La religion est un thème récurrent dans son travail, comme en témoigne également la vidéo Little Sisters : Lunapark Ostia (2012), qui documente la conversation de l’artiste avec des religieuses,. La discussion est mise en scène dans un parc d'attractions en dehors de Rome, où les religieuses participent à des manèges et des attractions tout en discutant de leur propre travail,.
Andrea Büttner expose en Europe et en Amérique du Nord.

## Reconnaissance
En 2010, Andrea Büttner est lauréate du Prix Max-Mara pour l'art contemporain, qui récompense une jeune artiste basée au Royaume-Uni,,.

## Expositions
Parmi une liste non exhaustive :
- On the spot #1, Badischer Kunstverein, Karlsruhe, Allemagne, 28 septembre au 18 novembre 2017[17]
- Nought to Sixty – Andrea Büttner, Institute of Contemporary Arts, Londres, 30 juin au 7 juillet 2008[18]
- Andrea Büttner, Croy Nielsen, Berlin, Allemagne, 30 octobre au 5 décembre 2009[19]
- The Poverty of Riches, Whitechapel Gallery, Londres, Collezione Maramotti, Reggio Emilia, Italie, 1er au 10 avril 2011[6]
- Andrea Büttner, International Project Space, Birmingham, Royaume-Uni, 7 novembre au 15 décembre 2012[20]
- Andrea Büttner, MK Gallery, Milton Keynes, Royaume-Uni, 12 avril au 16 juin 2013[21]
- Piano Destructions, Walter Phillips Gallery, The Banff Centre, Banff, Canada, 16 avril au 20 juillet 2014[22]
- BP Spotlight: Andrea Büttner, Tate Britain, Londres, 2014[3]
- Andrea Büttner. 2, Musée Ludwig, Cologne, Allemagne, 2014[23]
- Andrea Büttner, Walker Art Center, Minneapolis, 21 novembre 2015 au 9 avril 2016[24]
- Beggars and iPhones, Kunsthalle Wien, Vienne, Autriche, 8 juin au 18 septembre 2016[25]
- Andrea Büttner «Gesamtzusammenhang», St. Gallen, Suisse, 30 mars au 13 avril 2017[26]

## Récompense
- 2005 : British Institution Award
- 2009 : Maria Sibylla Merian Prize
- 2009 : Kunststiftung Baden-Württemberg Grant
- 2012 : 1822-Kunstpreis